# Gian Luigi Beccaria
Gian Luigi Beccaria (Costigliole Saluzzo, 27 gennaio 1936) è un linguista, glottologo e saggista italiano.

## Biografia
Compì i propri studi tra Mondovì e Torino, dove si laureò in glottologia nel 1959 con Benvenuto Terracini. Inizialmente lettore e professore incaricato di grammatica storica della lingua italiana presso l'Università di Salamanca (Spagna) dal 1960 al 1963 - dove conobbe tra gli altri Ramón Menéndez Pidal -, fu poi assistente incaricato di glottologia alla facoltà di lettere e filosofia dell'Università di Torino, quindi assistente di ruolo dal 1965 e professore straordinario dal 1968 al 1970, quando divenne docente ordinario di glottologia; dal 1976 ebbe la cattedra di storia della lingua italiana, retta fino al pensionamento nel 2005. Divenne infine professore emerito.
Diresse il Dizionario di linguistica e di filologia, metrica, retorica per Einaudi e fu autore di numerosi studi sulla lingua e la letteratura italiana (testimoniati da un gran numero di pubblicazioni, tra cui I linguaggi settoriali in Italia, Italiano antico e nuovo, L'autonomia del significante), sui linguaggi in via di sparizione (I nomi del mondo: santi, demoni, folletti e le parole perdute, Sicuterat. Il latino di chi non lo sa), nonché di vari saggi divulgativi (Per difesa e per amore. La lingua italiana oggi, Tra le pieghe delle parole, Misticanze: parole del gusto, linguaggi del cibo, Mia lingua italiana).
Membro dell'Accademia della Crusca, dell'Accademia delle Scienze di Torino (dal 9 marzo 1983) e dell'Accademia Nazionale dei Lincei, collaborò con numerosi periodici, riviste e quotidiani tra cui L'indice e La Stampa.
Tra il 1985 e il 1988 su Rai 1, e poi nella stagione televisiva 2002-03 su Rai 3, partecipò, in qualità di giudice-arbitro e di commentatore, al programma televisivo Parola mia, ideato e condotto da Luciano Rispoli.

## Opere
- Ritmo e melodia nella prosa italiana. Studi e ricerche sulla prosa d'arte, Firenze, Leo S. Olschki Editore, 1964, 2013.
- Spagnolo e spagnoli in Italia. Riflessi ispanici sulla lingua italiana del Cinque e del Seicento, Torino, Giappichelli Editore, 1968.
- I linguaggi settoriali in Italia (a cura di), Milano, Bompiani, 1973.
- L'autonomia del significante. Figure e ritmo della sintassi. Dante, Pascoli, D'Annunzio, Torino, Einaudi, 1975.
- La guerra e gli asfodeli. Romanzo e vocazione epica di Beppe Fenoglio, Milano, Serra e Riva, 1984.
- L'italiano letterario. Profilo storico (con Concetto Del Popolo e Claudio Marazzini), Torino, Utet Libreria, 1989.
- Italiano antico e nuovo, Milano, Garzanti, 1988-1992.
- Dal Settecento al Novecento, fa parte di Storia della lingua italiana, a cura di Luca Serianni e Pietro Trifone, Torino, Einaudi, 1993.
- Dizionario di linguistica (a cura di), Torino, Einaudi, 1994. ISBN 88-06-13583-X
- I nomi del mondo. Santi, demoni, folletti e le parole perdute, Collana Saggi, Torino, Einaudi, 1995, ISBN 978-88-06-13740-3. (nuova edizione: Collana ET, Einaudi, 2000).
- Quando eravamo strutturalisti, Alessandria, Dell'Orso, 1999, ISBN 88-7694-363-3.
- Le forme della lontananza. La variazione e l'identico nella letteratura colta e popolare. Poesia del Novecento, fiaba, canto e romanzo, Milano, Garzanti, 2001. ISBN 88-11-67614-2
- Sicuterat. Il latino di chi non lo sa: Bibbia e liturgia nell'italiano e nei dialetti, Milano, Garzanti, 1999-2002. ISBN 88-11-60002-2
- Elogio della lentezza. Lezioni Sapegno 2002, Torino, Aragno, 2004, ISBN 88-8419-182-3.
- Per difesa e per amore. La lingua italiana oggi, Collana Saggi, Milano, Garzanti, 2006, ISBN 88-11-59722-6.
- Tra le pieghe delle parole. Lingua storia cultura, Collana Saggi n.884, Torino, Einaudi, 2007, ISBN 978-88-06-17534-4.
- Misticanze. Parole del gusto, linguaggi del cibo, Collana Saggi, Milano, Garzanti, 2009, ISBN 978-88-11-74069-8.
- Il mare in un imbuto. Dove va la lingua italiana, Collana Saggi, Torino, Einaudi, 2010, ISBN 978-88-06-20044-2.
- Mia lingua italiana, Collana Vele n.66, Torino, Einaudi, 2011, ISBN 978-88-06-20869-1.
- Alti su di me. Maestri e metodi, testi e ricordi, Torino, Einaudi, 2013, ISBN 978-88-06-21485-2.
- Guerra e gli asfodeli, Collana Biblioteca, Torino, Nino Aragno, 2013, ISBN 978-88-8419-648-4.
- Italiano. Come si è formato, come funziona, come si usa, come cambia (con M. Pregliasco), Milano, Le Monnier Scuola, 2014.
- Le orme della parola. Da Sbarbaro a De Andrè, testimonianze sul Novecento, Collana Saggi, Milano, Rizzoli, 2014, ISBN 978-88-17-06594-8.
- L'italiano in 100 parole, Collana Saggi, Milano, Rizzoli, 2015, ISBN 978-88-17-07265-6.
- Lingua madre. Italiano e inglese nel mondo globale, Bologna, Il Mulino, 2015, ISBN 978-88-15-25722-2. (con Andrea Graziosi)
- L'italiano che resta. Le parole e le storie, Collana Passaggi, Torino, Einaudi, 2016, ISBN 978-88-06-23128-6.
- Il pozzo e l'ago. Intorno al mestiere di scrivere, Torino, Einaudi, 2019, ISBN 978-88-062-4308-1.
- I «mestieri» di Primo Levi, Collana Il Divano, Palermo, Sellerio, 2020, ISBN 978-88-389-4140-5.
- In contrattempo. Un elogio della lentezza, Collana Vele, Torino, Einaudi, 2022, ISBN 978-88-062-5156-7.

## Riconoscimenti
- Nel 1989 ha vinto il Premio Nazionale Rhegium Julii, sezione Saggistica; nel 2010, sempre per la saggistica, ha nuovamente ricevuto il Premio Rhegium Julii;[2]
- Nel 2006 ha ricevuto il Premio Brancati con Per difesa e per amore;[3]
- Nel 2007 ha ricevuto il Premio Nazionale Letterario Pisa, sezione di Saggistica.[4]